# کاروی وارگا
کاروی وارگا (به مجاری: Varga Károly) زادهٔ ۲۸ سپتامبر ۱۹۵۵ تیرانداز اهل مجارستان بود.
از افتخارات وی میتوان به کسب مدال طلا تفنگ درازکش ۵۰ متر در بازی‌های المپیک تابستانی ۱۹۸۰ اشاره کرد.